# 卡努安島
卡努安島（英語：Canouan）是聖文森特和格林納丁斯的島嶼，位於聖文森特島以南約40公里，屬於格林納丁斯群島的一部分，長6.1公里、寬3.3公里，面積7.6平方公里，最高點海拔高度240米，人口約1,700。

## 著名人物
- 约翰·康普顿爵士，前圣卢西亚总理。

## 流行文化
- 该岛是 2013 年电子游戏《侠盗猎车手 Online》中的一个虚构岛屿，在游戏中旋转了 180 度。是 2020 年发布的佩里科岛抢劫（Cayo Perico Heist）更新的一部分。